# 齐齐巴宾吡啶合成
齐齐巴宾吡啶合成（英語：Chichibabin pyridine synthesis）是由前苏联化学家齐齐巴宾（俄语：Алексей Евгеньевич Чичибабин）于1924年发现的利用醛合成吡啶的反应。齐齐巴宾吡啶合成反应中，三分子拥有α-氢的醛与一分子氨发生缩合，得到2,3,5-取代的吡啶。

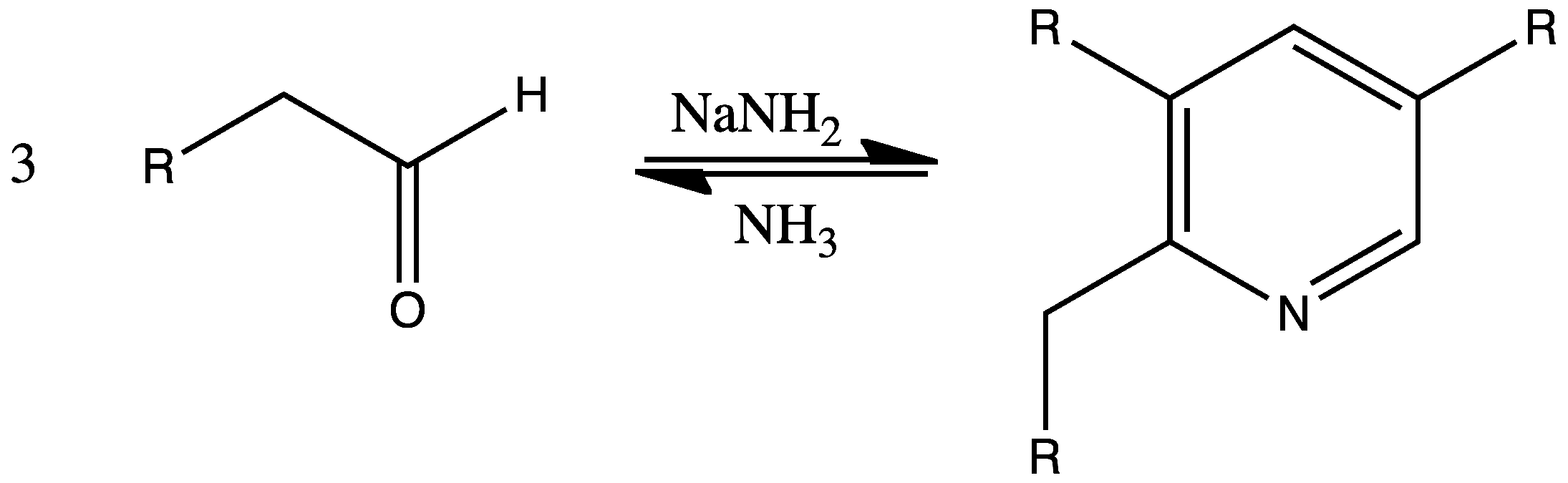

## 反应机理

### 具体反应过程
下图为该反应的详细机理，其中示出了电子转移方向、原子所带电荷和各反应的类别。